# Костинци
Костинци (макед. Костинци) — село в Республики Македония, в общине Долнени в Пелагонийском регионе страны.
Село расположено в котловине Пелагония в долине Прилепско-Поле, к северо-западу от города Прилеп.

## История
В XIX веке село было населённым пунктом в Османской империи (Прилепская каза), 1873 году в «Этнографии вилаетов Адрианополь, Монастырь и Салоники» изданной в 1878 году в Константинополе упоминается о 157 болгарах населявших село. В 1900 году в Костинцах проживали: болгары-христиане — 300 чел. В 1905 году 240 жителей села Костинци были прихожанами церкви Болгарской екзархии. На этнической карте северо-западной Македонии 1929 года приведённой Селищевым А. М., Костинци обозначены, как болгарское село.

## Население
По результатам переписи 2002 года население села — 101 житель, все македонцы.

## Образование
В селе есть восьмилетняя школа «им. Петре Глигуроски».